# Anicuns
Anicuns é um município brasileiro do interior do estado de Goiás, Região Centro-Oeste do país. A cidade fica a 74 km de Goiânia e 282 km de Brasília, possui 21.850 habitantes (IBGE - 2019) e uma população flutuante com cerca de 4 mil habitantes, no período de março a dezembro, devido a grande contratação de funcionários pela Anicuns S/A. Possui um boa estrutura hoteleira, restaurantes, pizzarias e bares e parque aquático.Conta ainda com a Faculdade de Educação e Ciências Humanas de Anicuns, a primeira Faculdade instalada na região, que possui 8 cursos de graduação, cerca de 1500 alunos e recebe alunos de 44 municípios da região.

## História
Anicuns teve origem na exploração de ouro em meados do século XVIII, era passagem de tropas para a Cidade de Goiás, seu nome originou-se da tribo indígena Guanicuns, que abatiam o pássaro com o mesmo nome, de rica plumagem. Anicuns era uma grande fazenda de propriedade de José Benedito Peixoto, mais conhecido como Juca Peixoto. O governo do estado o obrigou a lotear suas terras por sua proximidade com a capital. Juca Peixoto foi o primeiro prefeito da cidade.
Tem instalada no seu município a Usina de Álcool Anicuns S/A e Açúcar Ecoçúcar que empregam cerca de 3.500 pessoas, várias Indústrias de Calçados que produzem mais de 3 mil pares/dia, a Couronaza (capacidade para 600 m de couro/dia), o Sabão Geo que é conhecido em todo território nacional, a West Side que produz artigos para PetShop com exportação em diversas partes do mundo, a Cachaça Atitude exportada para a Europa e várias cerâmicas que produzem telhas e tijolos de grande qualidade, e também o grande frigorífico Anicuns;
O Município tem arrecadação anual de aproximadamente 29 milhões de reais, a maior arrecadação per/capita da Microrregião (Contas Públicas - IBGE - 2014).
O Município conta ainda com dois estádios de futebol, Estádio Municipal José Vicente Pereira Valadão, mais conhecido como "Municipal" com capacidade máxima para cerca de 4.200 pessoas, e o Estádio Ary Ribeiro Valadão Filho, o "Ary Filho" com capacidade para mais de 14.000 pessoas e com possibilidade de 20.000 pessoas com a colocação de arquibancadas móveis.

## Geografia
Sua população, estimada em 2019 pelo Instituto Brasileiro de Geografia e Estatística (IBGE) foi de 21 850 habitantes.

## Infraestrutura

### Transporte
Anicuns é cortada por duas rodovias estaduais, a GO-156, e a GO-326, além de contar com um aeroporto, cerca de 1.250m de pista asfaltada, que dá suporte para aeronaves de médio porte, mas infelizmente nenhuma companhia aérea opera no aeroporto, sendo operado apenas por aviões pequenos, e que não possui passageiros.

### Educação
A Faculdade Educacional de Ciências Humanas de Anicuns, mais conhecida como Faculdade de Anicuns, é um importante meio educacional da cidade, sendo frequentada, por alunos de outras cidades. Conta também com muitas escolas e colégios. Conta também com Internet Informática, empresa de cursos, com 20 anos de existência, com cursos e treinamentos e especializações para a população (principalmente os jovens) da Cidade de Anicuns.

### Pontos Turísticos
Na construção da barragem do Lago Municipal de Anicuns (Lago do Sol) foram investidos cerca de 1,1 milhão, 500 mil de recursos do Estado e 600 mil com recursos da Prefeitura.
Além do Lago Municipal há o Bosque Municipal, a Praça do Terminal Rodoviário, balneários naturais como o Tombador, a Cachoeirinha de São José e Cachoeira do Rio dos Bois, Balneário/Camping 2 Monjolos, Pesque Pague do Lira, Clube de Pesca Primavera, Pesque Pague Paiva. Há também o Poço do Boi de Ouro, Pedra de Dólmen e a gruta do Jenipapo (10 km) ao norte da cidade, com formações espeleológicas.
A Cachoeirinha de São José, Rio dos Bois, a 2 km da cidade de Anicuns e 500m do Lago Municipal, tem corredeiras que formam um balneário natural, uma pista apropriada para prática de canoagem ou descida de botes. No mês de junho são realizadas competições de canoagem de nível nacional.